# Skały Rzędkowickie
Skały Rzędkowickie jsou skalním vápencovým krasovým útvarem nad obci Rzędkowice ve gmině Włodowice v okrese Zawiercie ve Slezském vojvodství. Geograficky se nacházejí v oblasti Wyżyna Krakowsko-Częstochowska (Jura Krakowsko-Częstochowska, česky Krakovsko-čenstochovská jura, Krakovsko-čenstochovská vysočina) a přesnějí v jejím subregionu Wyżyna Częstochowska (Jura Częstochowska, česky Čenstochovská jura, Čenstochovská vysočina). Tvoří významnou dominantu okolního terénu a jsou celoročně volně přístupné.

## Geologie, historie a příroda skal
Skały Rzędkowickie a jejich okolí se nacházejí v krajinném parku Park Krajobrazowy Orlich Gniazd.
Od roku 2009 je celý komplex skal chráněn jako přírodní památka o rozloze 44,5 ha. Významné jsou zde především xerotermní travní porosty a další vzácné rostliny. Nejznámějšími skalními útvary jsou věž Wysoka a Okiennik Rzędkowicki (skála se skalním oknem). Svahy orientované k severu pokrývají převážně dubohabřiny, bučiny a borovice. Svahy orientované k jihu pokrývají převážně xerotermní trávníky a houštiny ve kterých se vyskytuje Trnka obecná, Brslen bradavičnatý, Svída krvavá, řešetlák, jalovec aj. Vyskytuje se zde cca 330 cévnatých rostlin např. Hvozdíček prorostlý, Pupava bezlodyžná, Tařinka kališní, Zeměžluč okolíkatá, Okrotice červená, Okrotice bílá, Vratička měsíční a Záraza vyšší.
Skály jsou pozůstatkem moře a ve skalách se nacházejí také jeskyně.
Skały Rzędkowickie jsou také místem archeologických nálezů. Skytské hroty šípů (pocházející z období asi 600 př. n. l.), jako jeden z mála takových nálezů v Polsku, byly nalezeny na skále Okiennik Rzędkowicki. V 6.-7. století př. n. l. zde existovalo také hradiště.

## Horolezectví
Četné skalní věže a skalní útesy patří k jedněm z nejoblíbenějších horolezeckých terénů v Polsku. Je zde asi 450 horolezeckých cest, přičemž nejdelší horolezecká cesta má délku 35 m. Terén je také využíván pro bouldering.

## Další informace
Skały Rzędkowickie jsou přístupné z několika parkovišť v blízkosti skal. Kolem skal vedou turistické trasy a cyklotrasy, např. Szlak Rzędkowicki.
Poblíž se nacházejí další vápencové skály na kopci Sulmów patřící do blízké sousední oblasti Skały Podlesickie a Góra Zborów patřící do blízké vzdálenější oblasti Skały Kroczyckie.

## Galerie

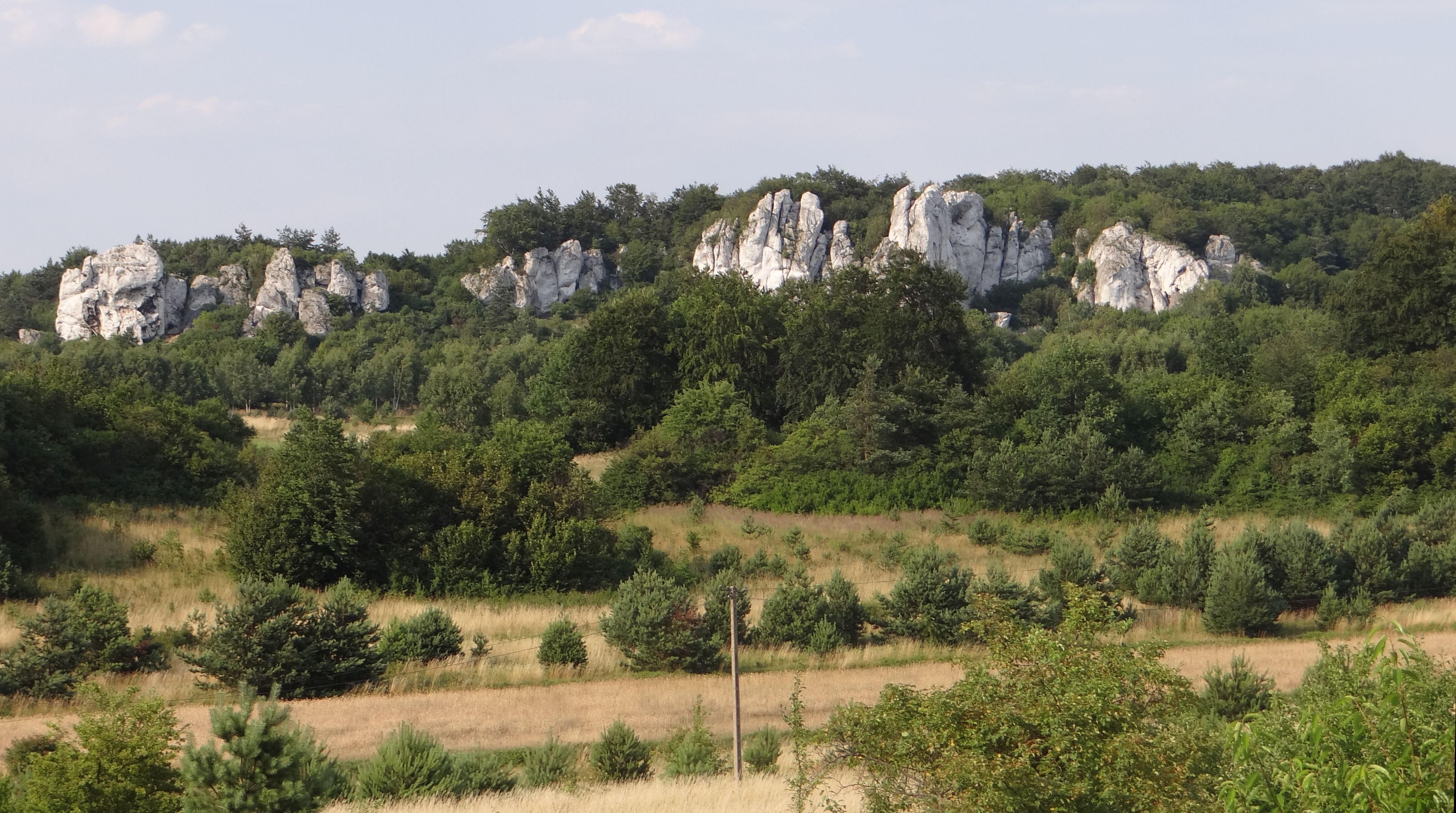
Panoráma skal
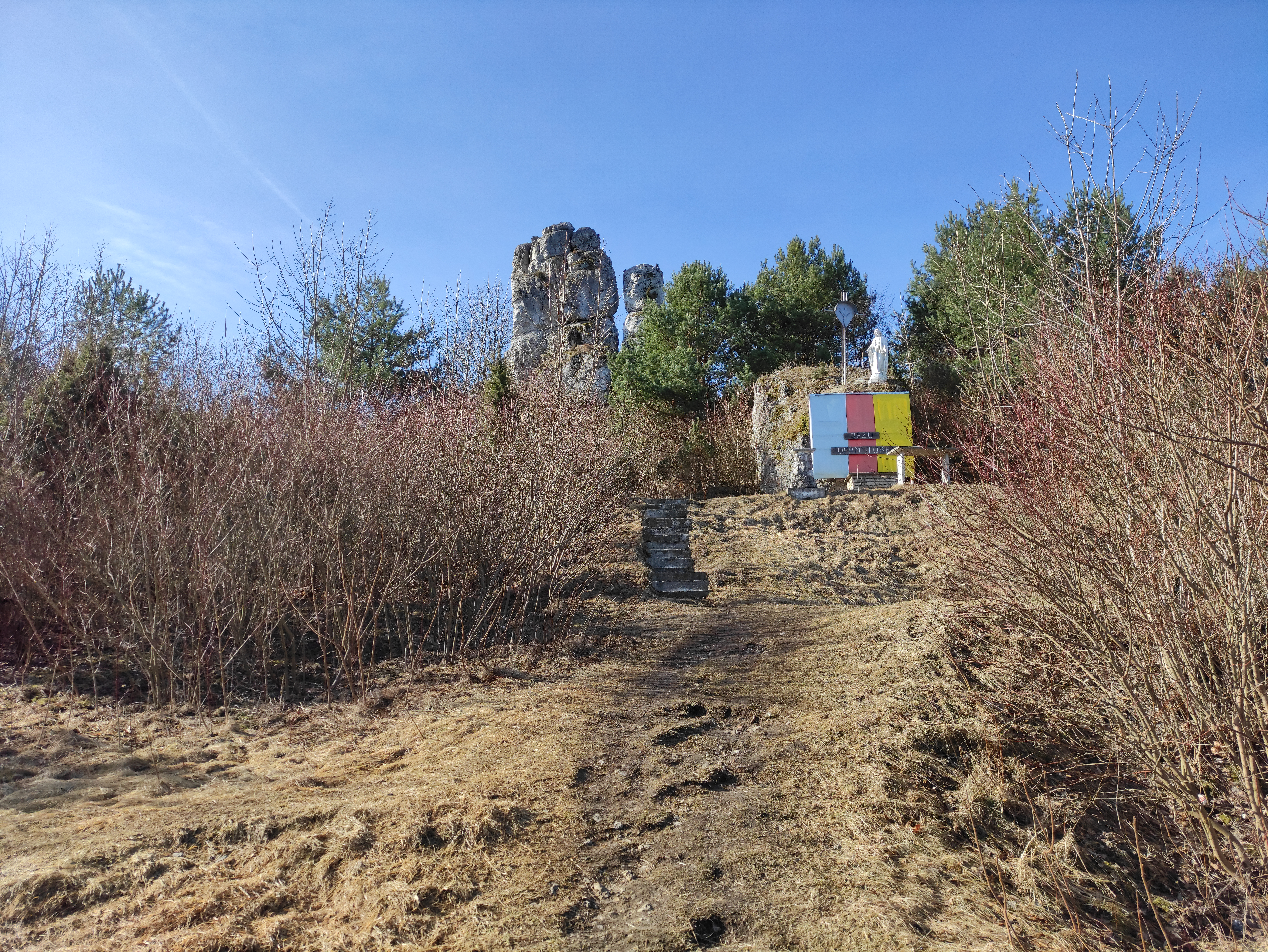
Přístup do skal, v pozadí Wysoka
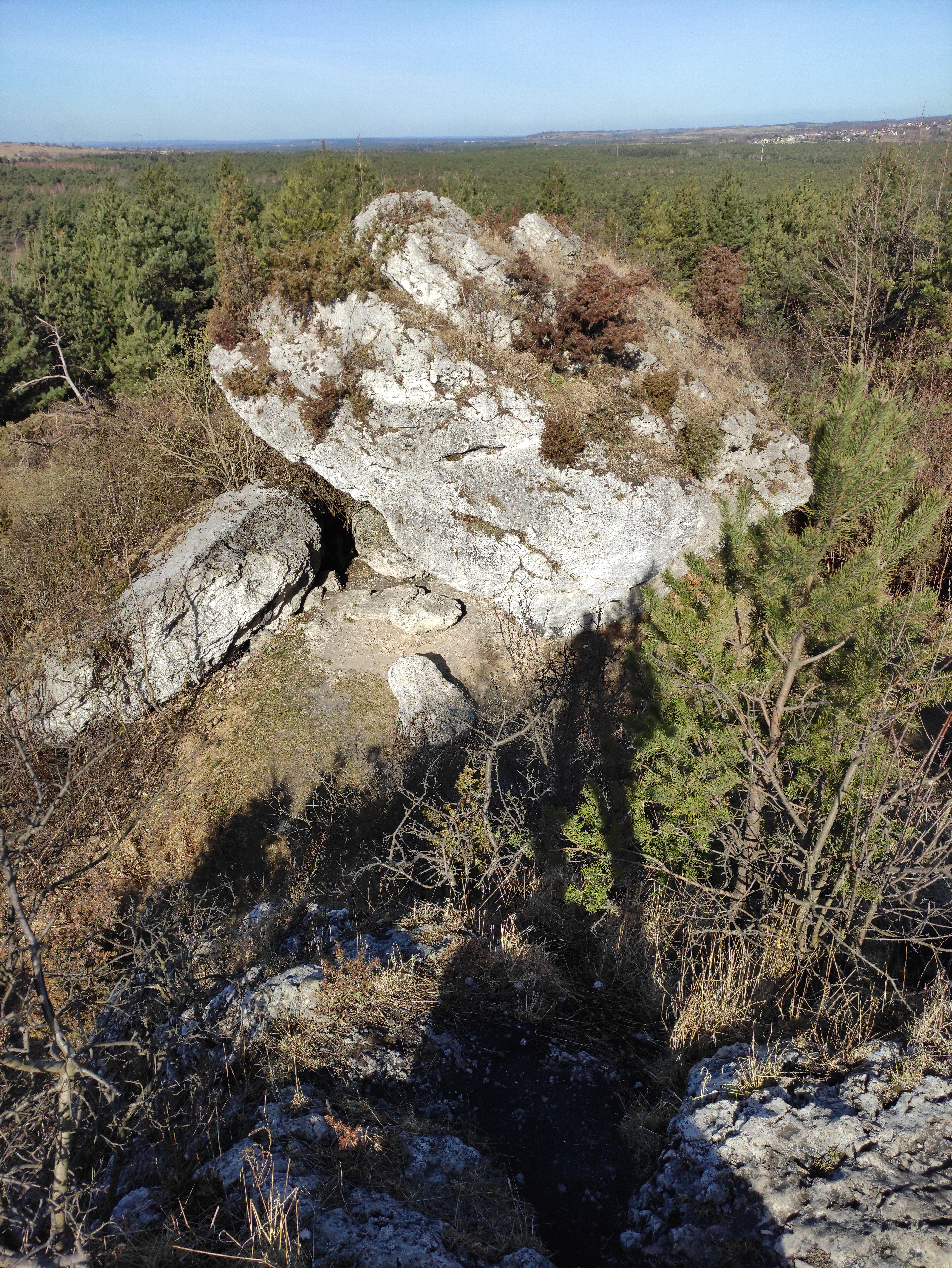
Velký balvan pod Wysokou
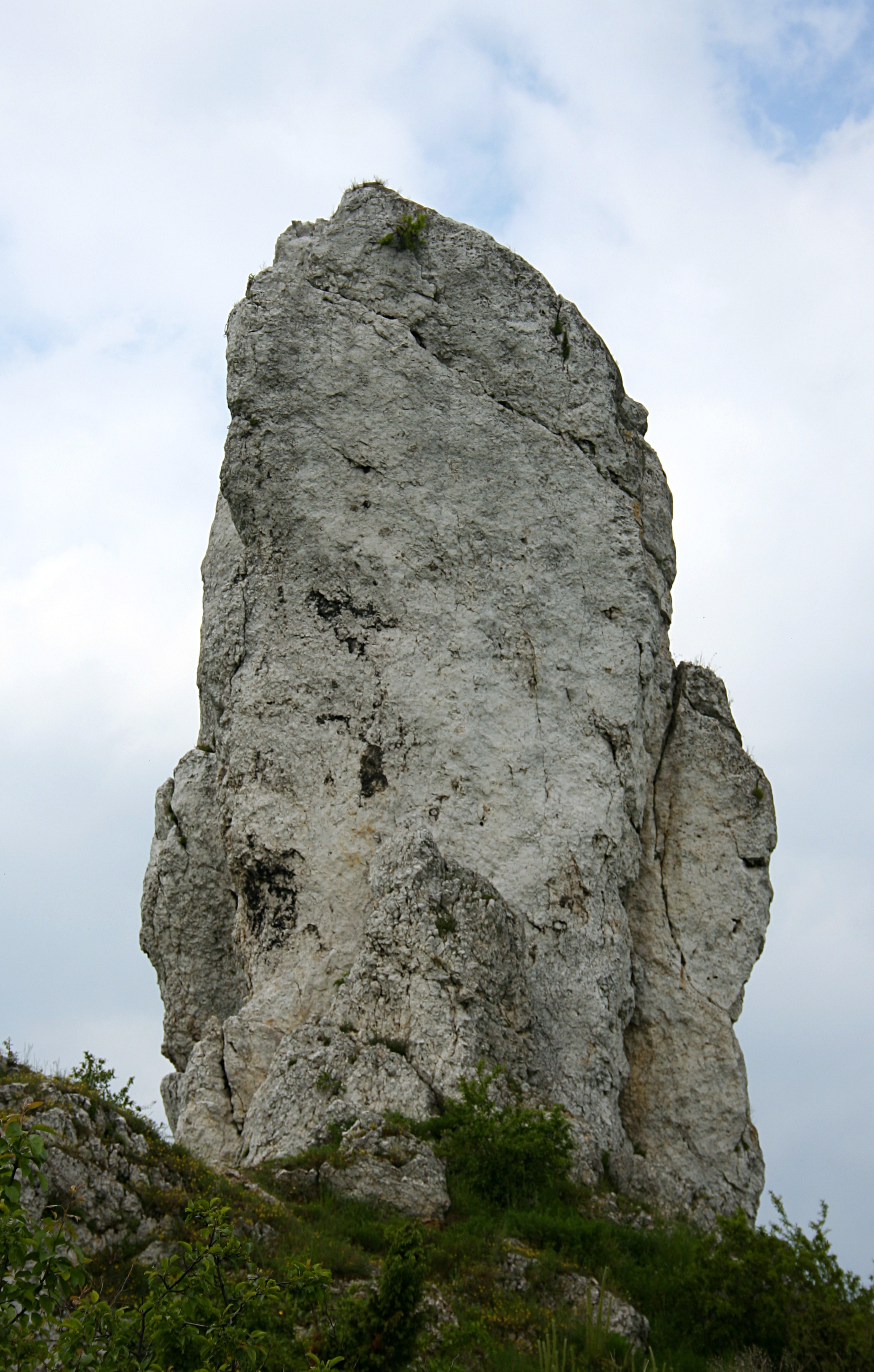
Wysoka
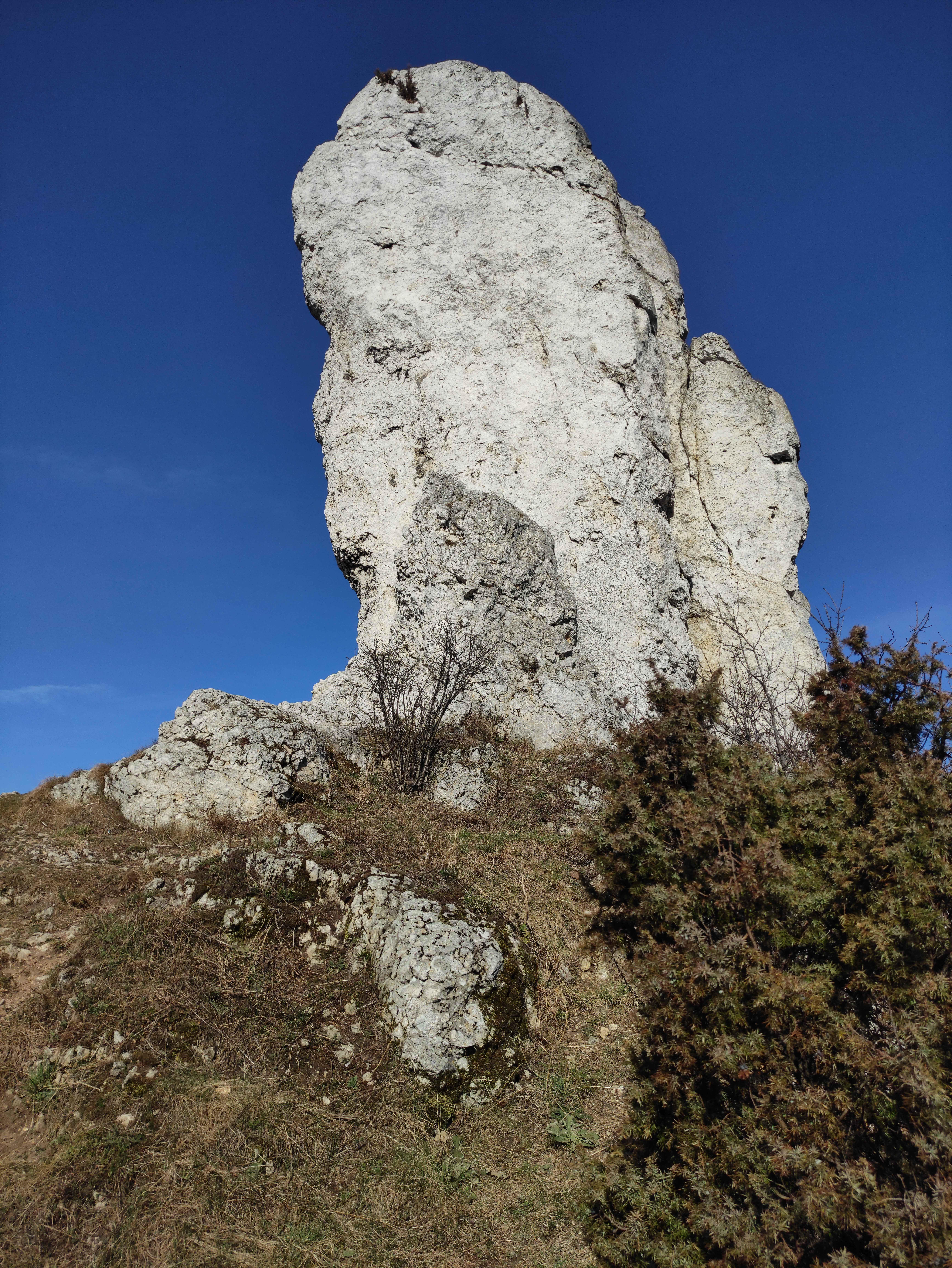
Wysoka
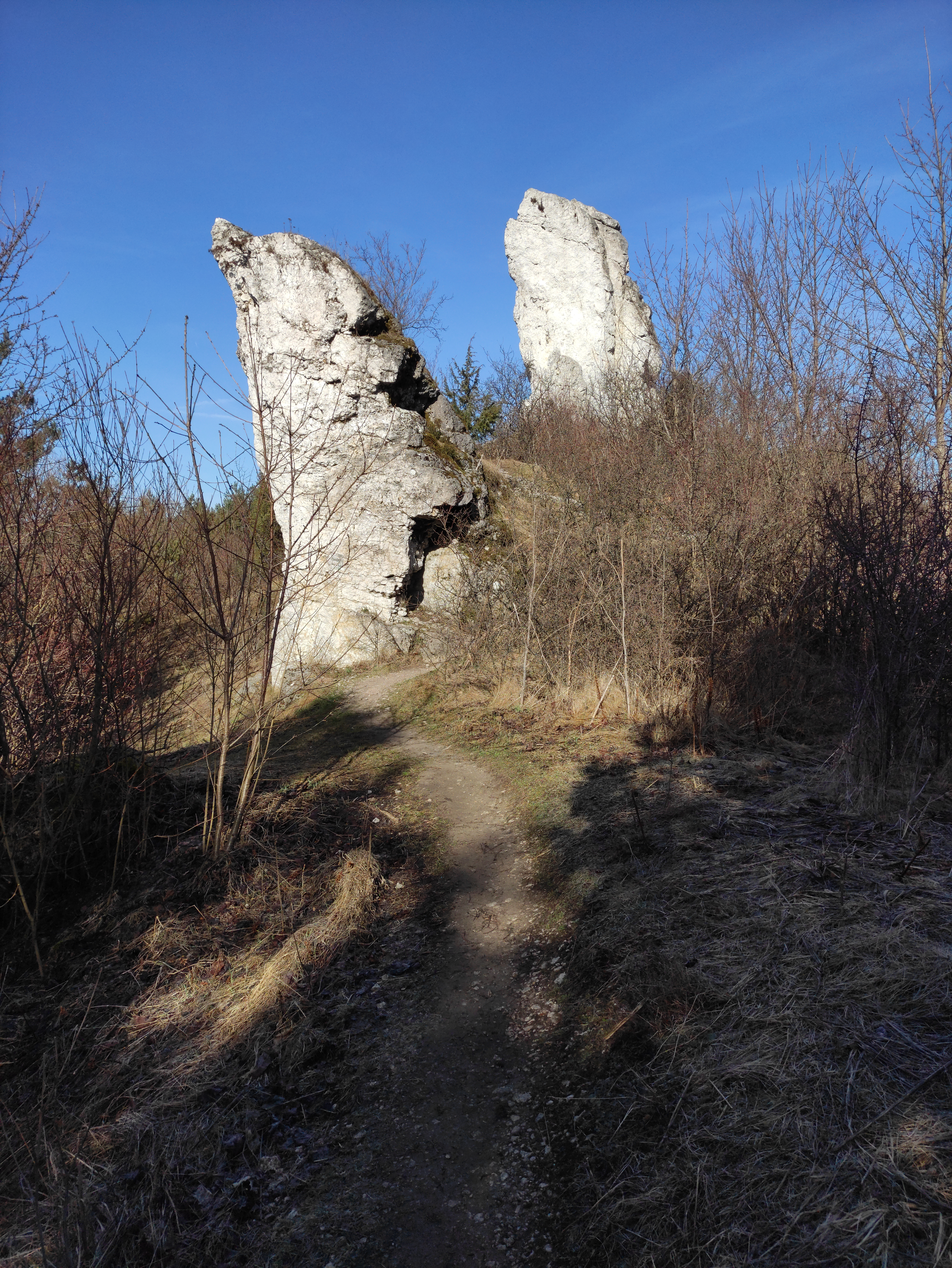
Turnia Szafa a Wysoka
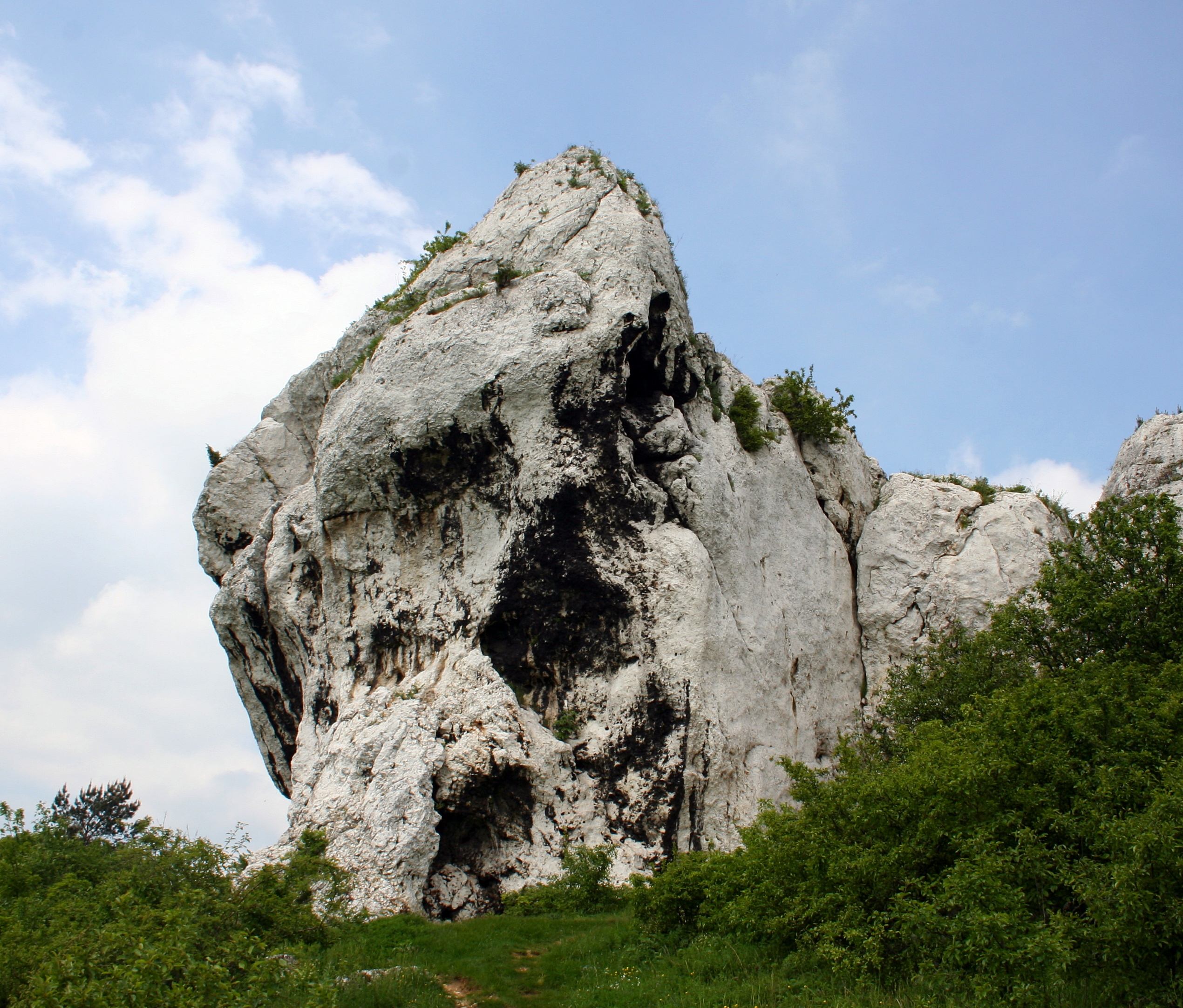
Studnisko
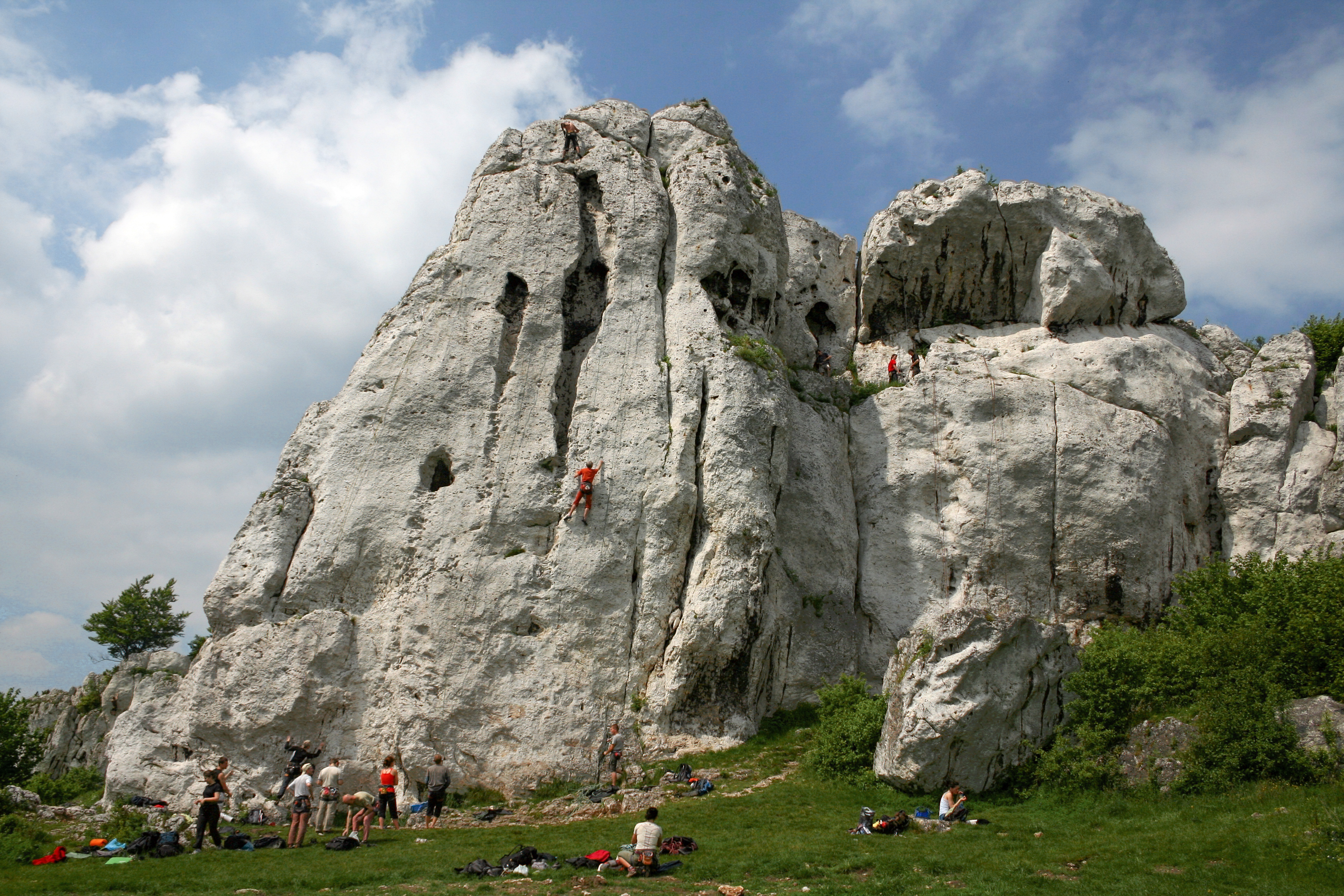
Turnia Lechwora
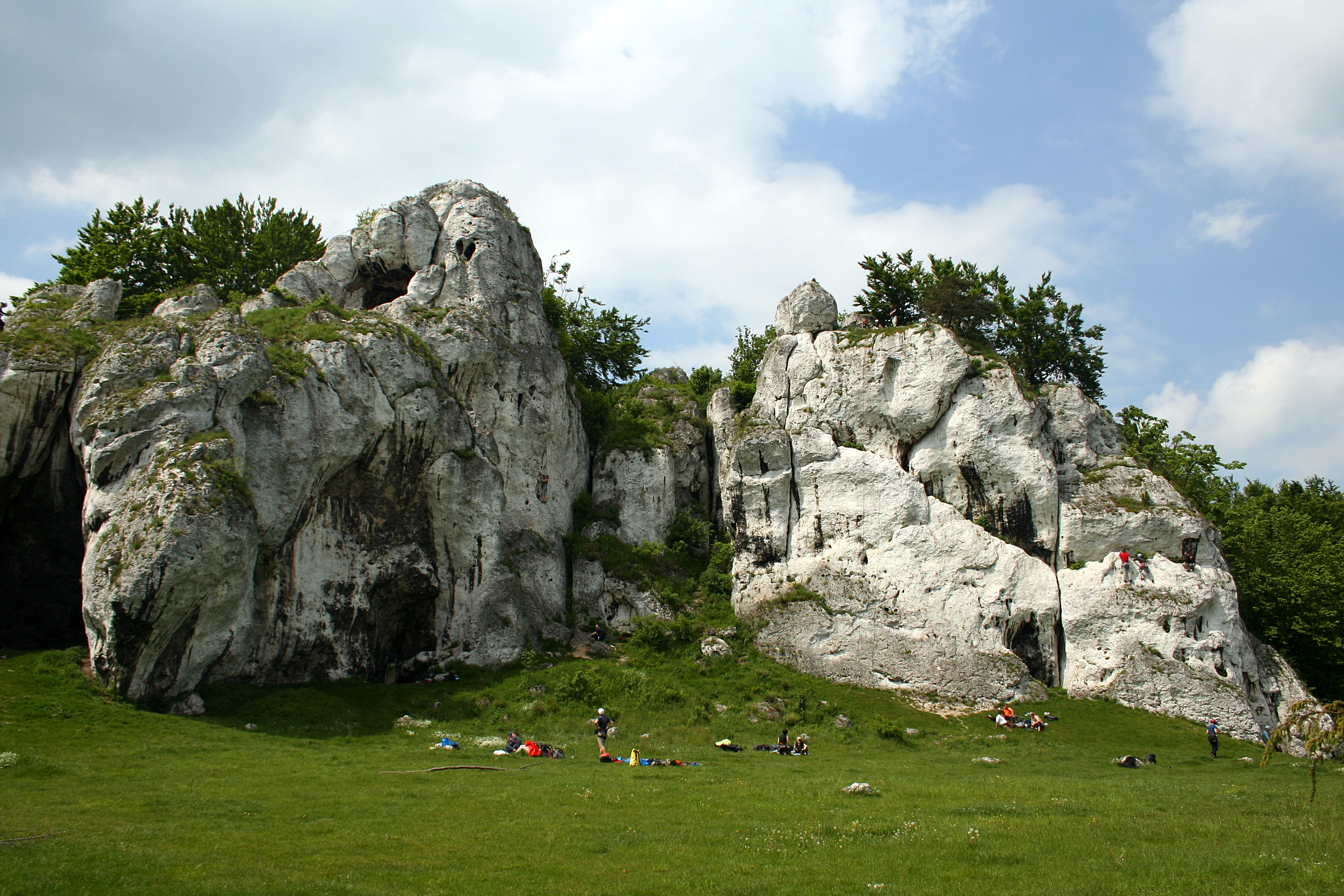
Okiennik Rzędkowicki a Słoneczna
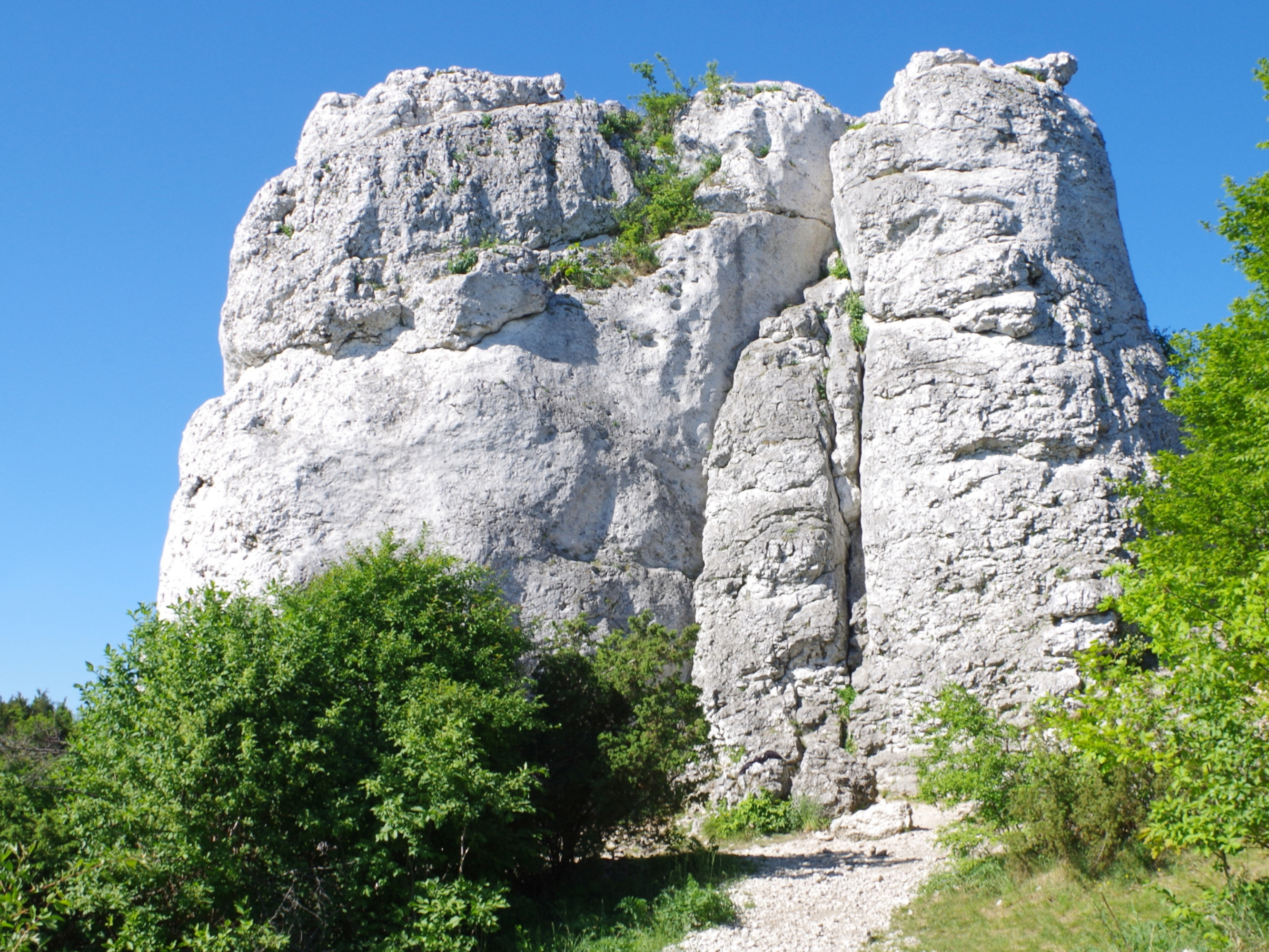
Zegarowa
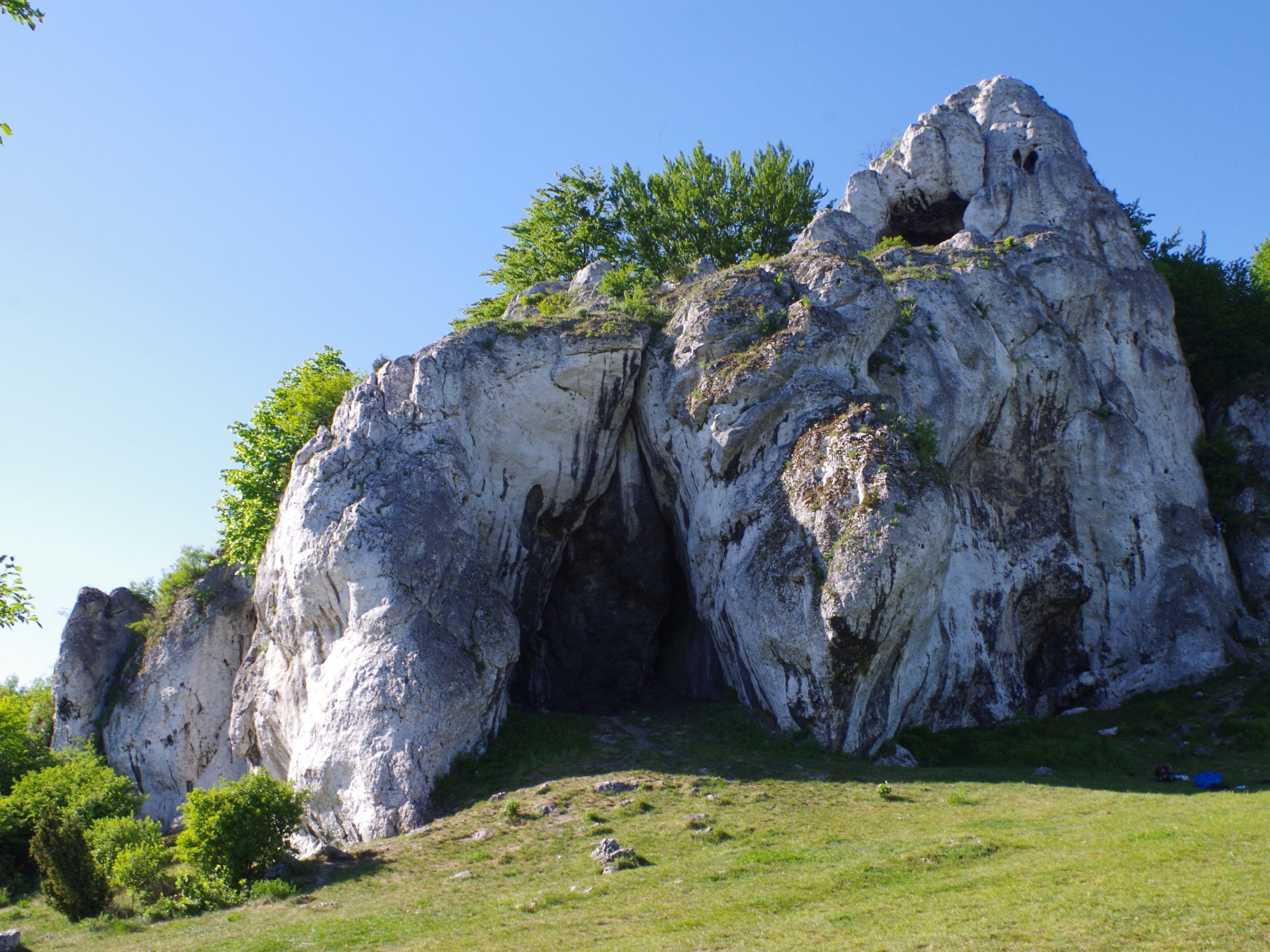
Turnia Garaż
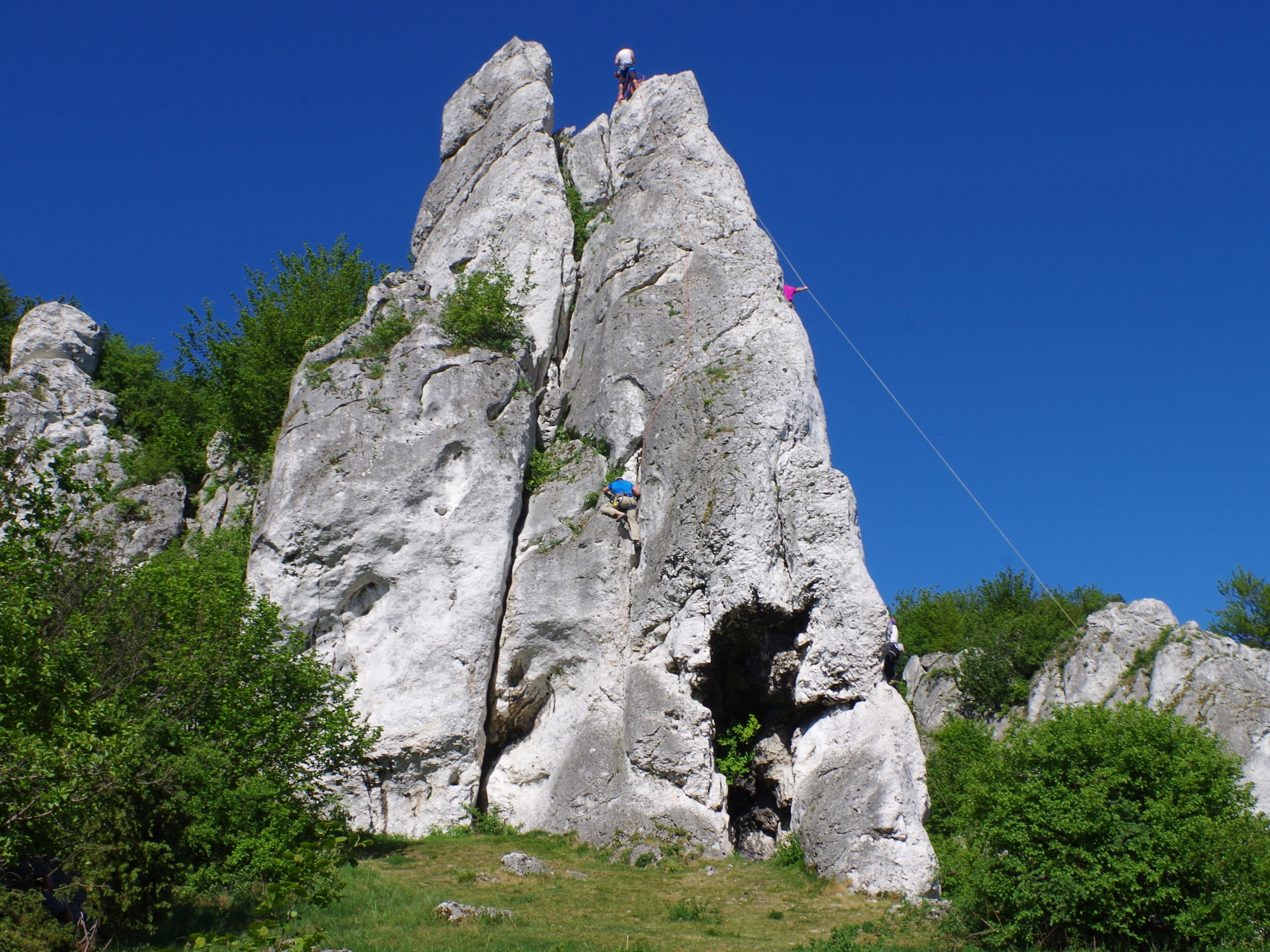
Wielka Baszta
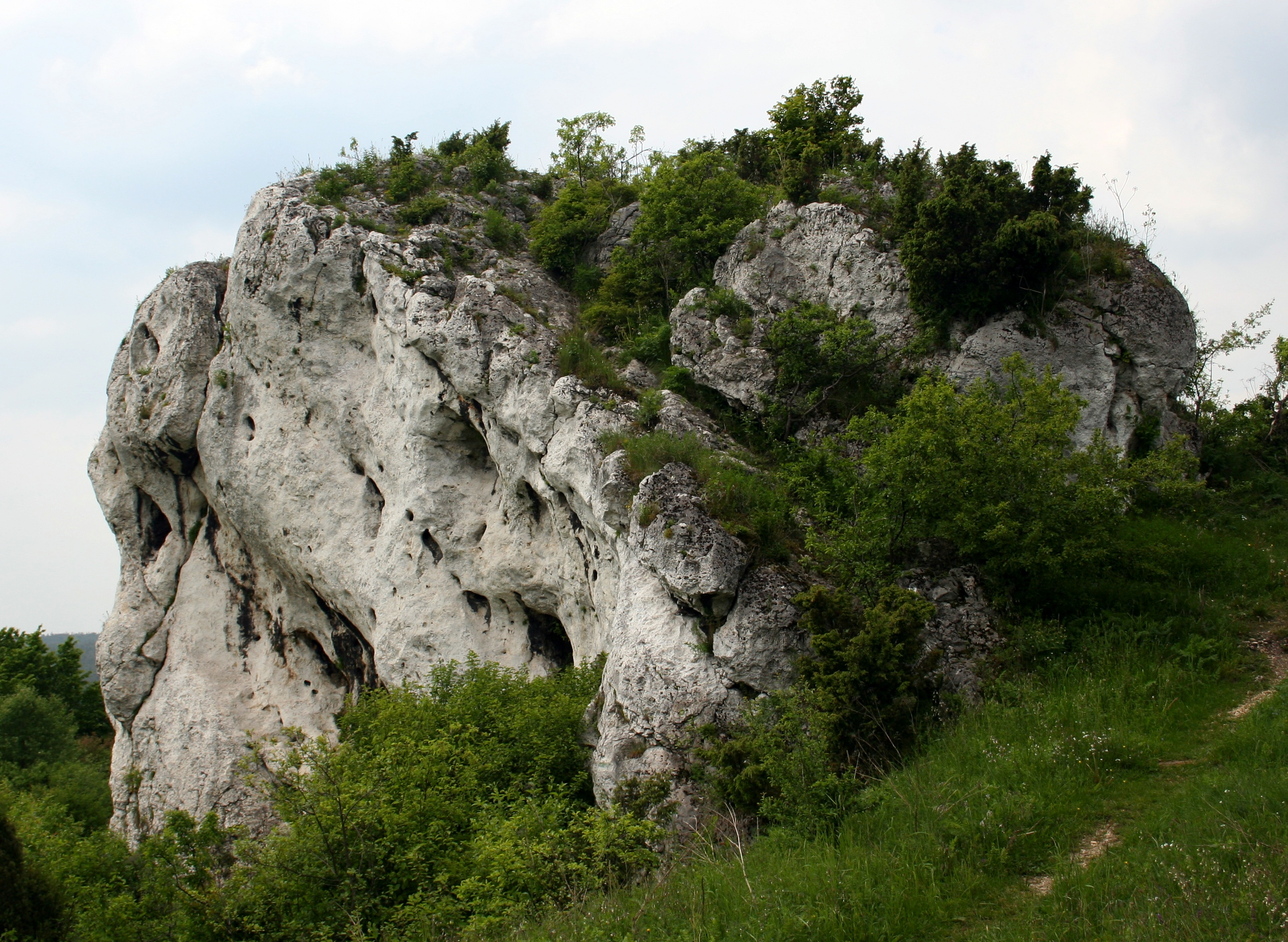
Turnia Szefa
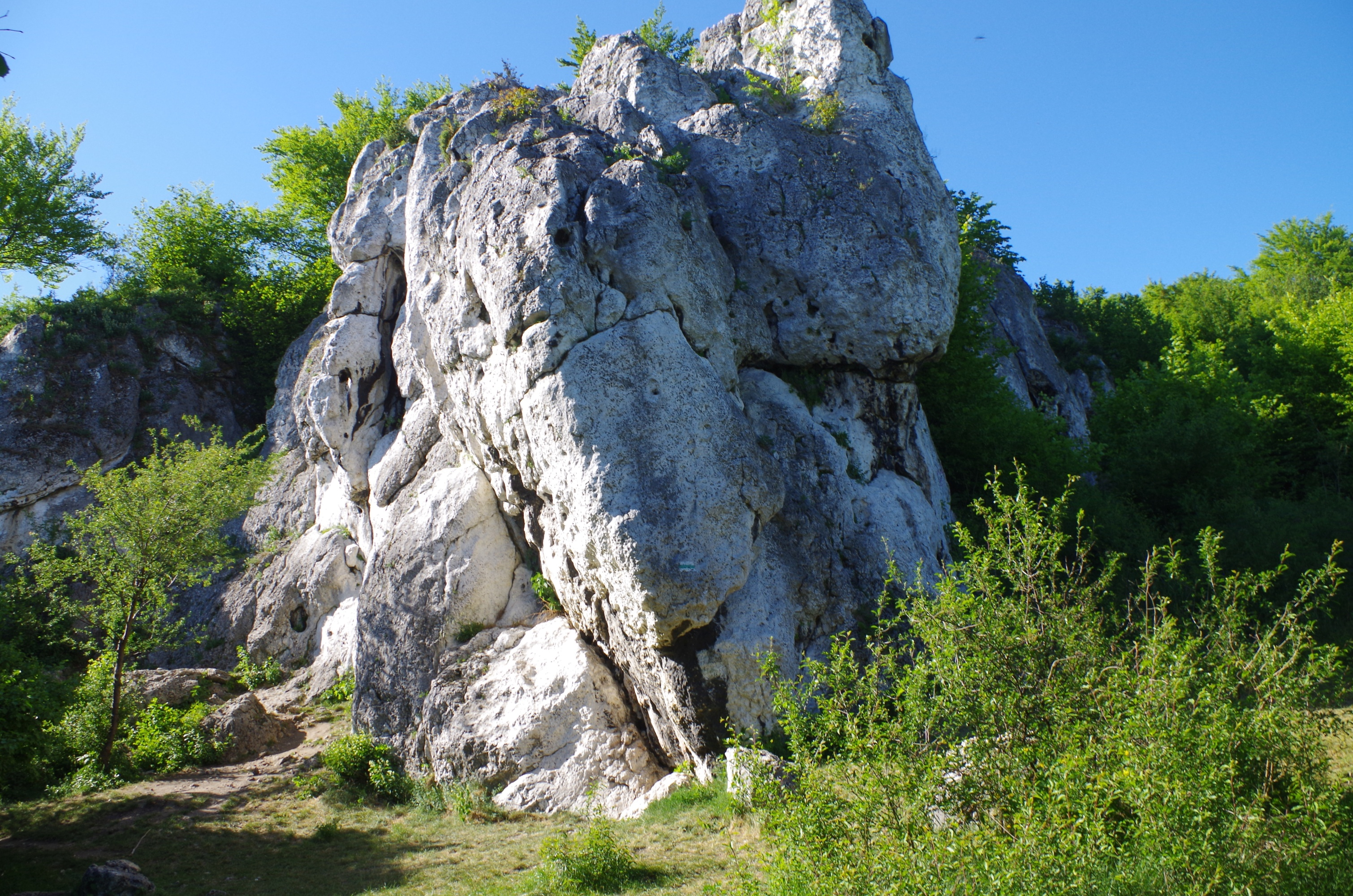
Narożna
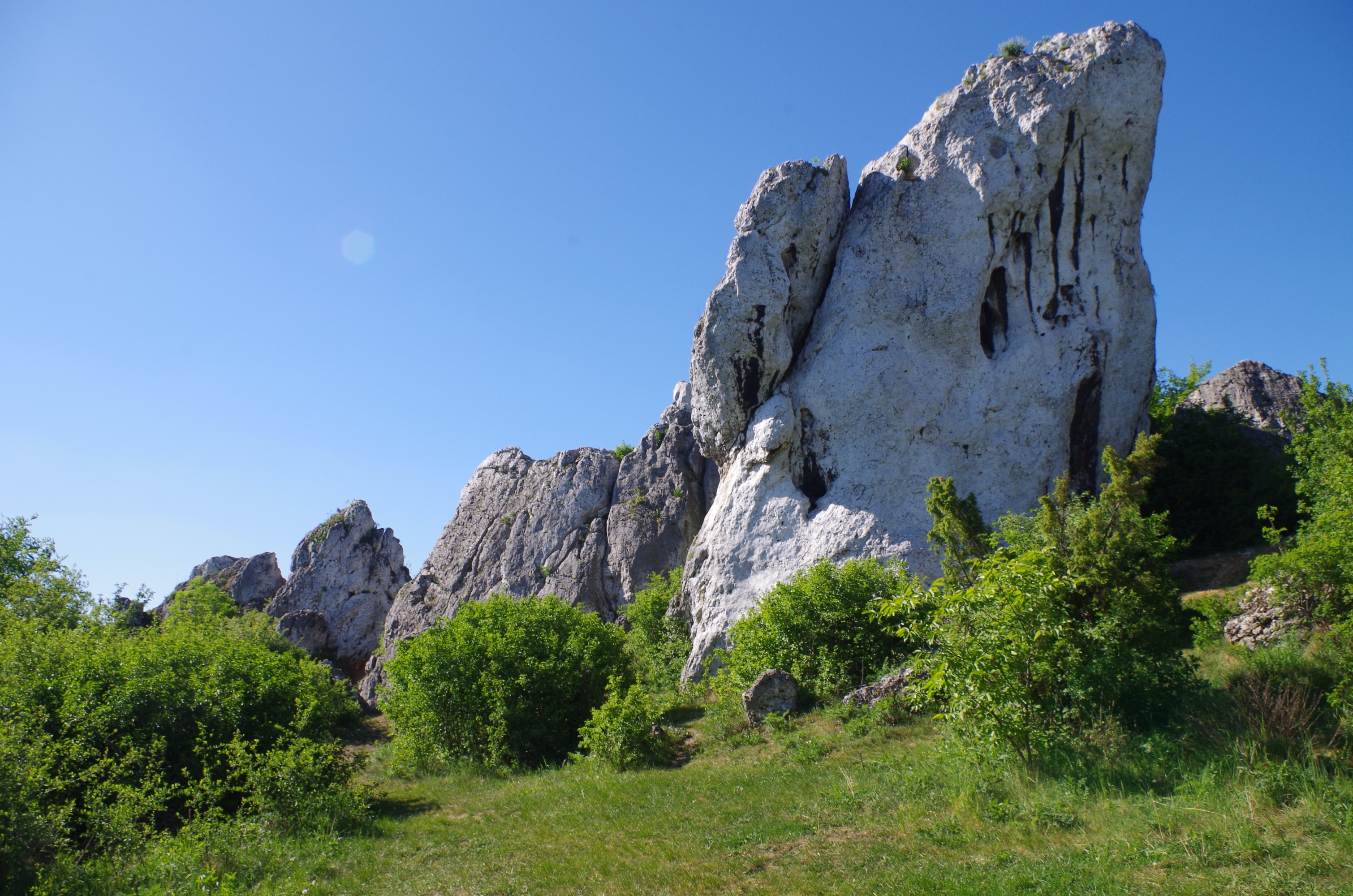
Baszta
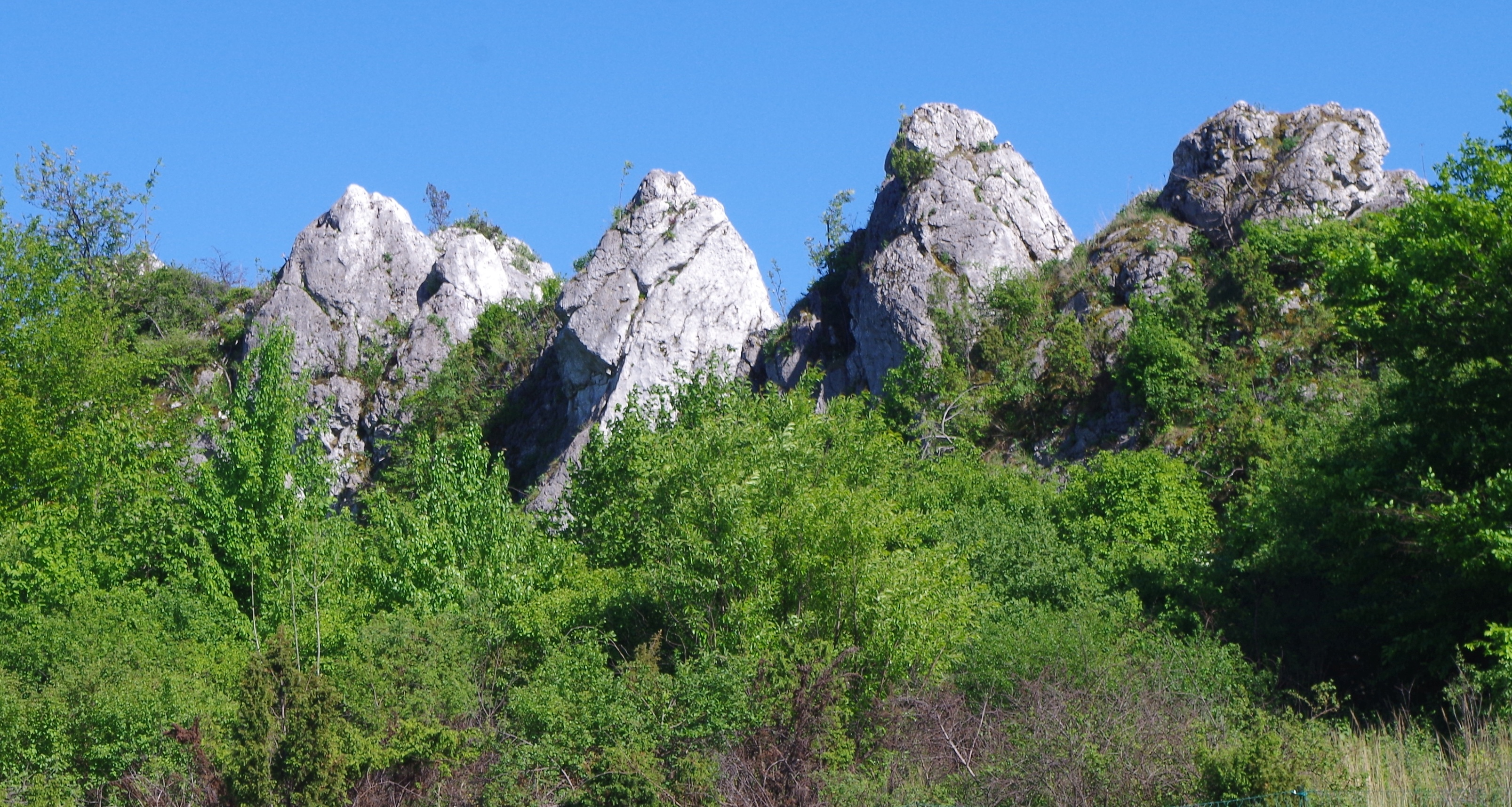
Mała Grań
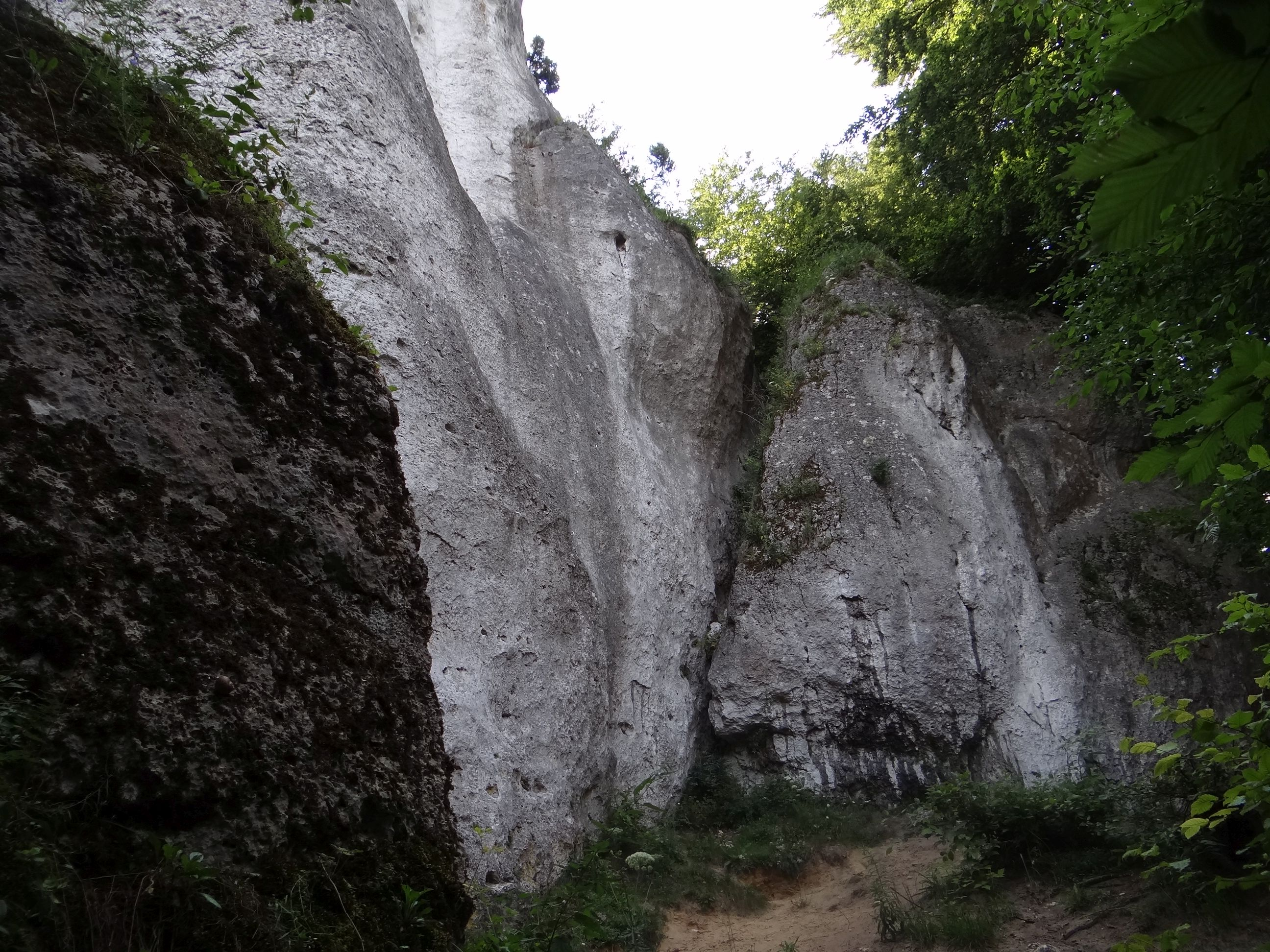
Flaszka